# Alt Bennebek
Alt Bennebek (in danese Gammel Bennebæk) è un comune di 355 abitanti dello Schleswig-Holstein, in Germania.
Appartiene al circondario (Kreis) di Schleswig-Flensburgo (targa SL) ed è parte della comunità amministrativa (Amt) di Kropp-Stapelholm.